# Kostaryka na Letnich Igrzyskach Paraolimpijskich 2012
Kostarykę na Letnich Igrzyskach Paraolimpijskich 2012 w Londynie reprezentowało 2 zawodników. Był to piąty start reprezentacji Kostaryki na Letnich igrzyskach paraolimpijskich.

## Kadra

### Kolarstwo
Mężczyźni
| Zawodnik   | Konkurencja                       | Finał    | Finał   |
| Zawodnik   | Konkurencja                       | Czas     | Pozycja |
| ---------- | --------------------------------- | -------- | ------- |
| Dax Jaikel | Wyścig ze startu wspólnego (C4/5) | 1:59:34  | 15.     |
| Dax Jaikel | Jazda na czas (C4)                | 35:39.02 | 8.      |

### Lekkoatletyka
Mężczyźni
| Zawodnik              | Konkurencja   | Finał   | Finał   |
| Zawodnik              | Konkurencja   | Wynik   | Pozycja |
| --------------------- | ------------- | ------- | ------- |
| Laurens Molina Sibaja | Maraton (T54) | 1:48:25 | 27.     |